# Villasenoria
Villasenoria (лат.) — монотипный род двудольных растений семейства Астровые (Asteraceae), включающий вид Villasenoria orcuttii (Greenm.) B.L. Clark. Выделен американской учёной-ботаником Бонни-Линн Кларк в 1999 году.
Вид Villasenoria orcuttii ранее описывали под таксономическим названием Senecio orcuttiibasionym, как представителя рода Senecio.
Род назван в честь мексиканского ботаника Хосе Луиса Вильясеньора.

## Распространение
Единственный вид является эндемиком Мексики, известный из южных штатов Веракрус, Оахака и Чьяпас.

## Общая характеристика
Высокие многолетние травянистые растения.
Листья стеблевые, крупные.
Соцветие-корзинка радиальное, с цветками жёлтого цвета. На одном растении находится большое количество корзинок.
Плод — гладкая семянка продолговато-цилиндрической формы; паппус тонкий, с большим количеством волосков.